# Asienspiele 2022/Rhythmische Sportgymnastik
Bei den Asienspielen 2022 wurden vom 6. bis 7. Oktober 2023 insgesamt zwei Wettbewerbe in der Rhythmischen Sportgymnastik ausgetragen, ein Einzel- und ein Mannschaftswettbewerb bei den Frauen. Austragungsort war das Huanglong Sports Centre Gymnasium.

## Bilanz

### Medaillenspiegel
| Platz  | Land       | Gold | Silber | Bronze | Gesamt |
| ------ | ---------- | ---- | ------ | ------ | ------ |
| 1      | Usbekistan | 2    | —      | —      | 2      |
| 2      | Kasachstan | —    | 2      | 1      | 3      |
| 3      | China      | —    | —      | 1      | 1      |
| Gesamt | Gesamt     | 2    | 2      | 2      | 6      |

### Medaillengewinner
| Disziplin  | Gold                                                          | Silber                                                         | Bronze                                        |
| ---------- | ------------------------------------------------------------- | -------------------------------------------------------------- | --------------------------------------------- |
| Einzel     | Takhmina Ikromova                                             | Elschana Tanijewa                                              | Milana Parfilowa                              |
| Mannschaft | UsbekistanTakhmina Ikromova Evelina Atalyants Vilana Savadyan | KasachstanElschana Tanijewa Milana Parfilowa Erika Schailauowa | ChinaZhao Yating Wang Zilu Li Huilin Zhao Yue |